# Crucea, Constanța
Crucea là một xã ở hạt Constanţa, România.
Xã này có 6 làng:
- Crucea (tên lịch sử: Satişchioi, tiếng Thổ Nhĩ Kỳ: Satışköy)
- Băltăgeşti
- Crişan (tên lịch sử: Capugi, tiếng Thổ Nhĩ Kỳ: Kapıcı) - được đặt tên theo Marcu Giurgiu, cũng gọi là Crişan, một trong những lãnh tụ khỏi nghĩa nông dân 1784-1785 ở Transilvania
- Gălbiori (tên lịch sử: Sarâgea, tiếng Thổ Nhĩ Kỳ: Sarıca)
- Şiriu (tên lịch sử: Sublocotenent Măndoiu)
- Stupina (tên lịch sử: Ercheşec, tiếng Thổ Nhĩ Kỳ: Erkeşek)